# CC98论坛
浙江大学CC98论坛是浙江大学学生较常使用的BBS，也是中国各大学中较活跃的BBS之一。作为浙江大学校网内规模最大的论坛，其管理由CC98运营管理团队负责。CC98论坛上有一定量老师答疑的板块，在考试周前较为活跃。

## 历史
论坛创建于创建于2002年12月。2017年12月20日，CC98进行了重大改版，改版后网页采用扁平化设计，并重新调整了版面。

## 热点事件
例如女厕惊现摄像头、预科生创作论坛内人气漫画等校内的热点网络话题都是来自于CC98。本地媒体也时有采编CC98中对校内热点的讨论，例如论坛中对浙大出身的网络攻防高手的介绍、对高校电瓶车禁令的议论等。
2020年4月，CC98论坛的微博账户以“超级内卷”评价清华大学大一的C++课程作业难度过大后，内卷迅速成为了知乎上的讨论热点，并被引申到当代学生的学业压力和竞争强度等范畴。